# Cassel (bankiers)
De familie Cassel was een Belgische familie van bankiers in de 19e en 20e eeuw.

## Germain Cassel
Germain Cassel (Mainz, 22 augustus 1807 - Brussel, 12 december 1869) was een zoon van Abraham Cassel en Sarah Scheuer. In 1842 trouwde hij in Frankfurt met Julie Stern. De familie Stern was een bankiersfamilie waarvan telgen naar Londen en Parijs waren uitgeweken. Ze kregen twee zoons en twee dochters:
- Sophie Cassel (°1843), trouwde in 1866 met Robert Speyer (1837-1876), bankier. Ze kregen een zoon, Herbert Speyer, en een dochter, met afstammelingen tot heden.
- Hélène Cassel (°1843)
- Jacques Cassel (zie hieronder)
- Léon Cassel (zie hieronder)

Op 27-jarige leeftijd vestigde hij zich in Londen, waar hij verbleef totdat het Verdrag van Londen de onafhankelijkheid van België verzekerde. In april 1839 verhuisde hij naar Brussel, waar hij zich als bankier vestigde. De bank van Germain Cassel was de zesde grootste particuliere bank in Brussel, na de banken van Bischoffsheim-de Hirsch, Oppenheim, Brugmann, Mathieu en Lambert.

## Jacques Cassel
Jacques Cassel (Brussel, 26 augustus 1847 - aldaar, 20 juni 1930) was een zoon van Germain Cassel en Julie Stern.
Bij het overlijden van zijn vader was hij slechts 22 jaar. Zijn jongere broer Léon was pas zestien en zijn zus Hélène nog niet getrouwd. Omdat hij op jonge leeftijd het gezin moest ondersteunen wijdde hij zich zozeer aan deze taak dat hij zelf ongetrouwd bleef. Hij was echter nog te jong als bankier om te profiteren van de familiale connecties met de families Bischoffsheim, de Hirsch, Cassel, Stern en Speyer in België, Duitsland, Frankrijk en Engeland gedurende de korte periode van groei die de Frans-Duitse Oorlog van 1870 naar Brussel bracht en een fortuin betekende voor de Brusselse banken.
Met de hulp van zijn moeder, gesteund door hun familiale internationale relaties, stampte Cassel de bank van zijn vader weer uit de grond. Het was een periode waarin Brussel een internationaal financieel centrum werd. In 1871 vestigden de familie en hun bank zich in de Broekstraat. Datzelfde jaar stapte hij samen met andere banken in de Société anonyme John Cockerill.
Het jaar daarop fuseerden de Banque de crédit et de dépôt des Pays-Bas (van de familie Bischoffsheim) en de Banque de Paris tot de Banque de Paris et des Pays-Bas. Cassel behoorde niet bij de talrijke inschrijvers voor het uitgebreide kapitaal van de nieuwe bank, maar wel, via zijn moeder, tot de bankiersfamilie Stern, waarvan Jacques Stern een van de eerste bestuurders van de nieuwe bank was. Hierdoor zette de bank van Cassel de samenwerking die ze eerder had met de bank van Bischoffsheim voort. Naarmate particuliere banken ophielden partners te zijn verwaterden deze contacten geleidelijk. In plaats daarvan werden veeleer lokale agentschappen opgericht. De grote financiële activiteit die volgde op de Frans-Duitse Oorlog stelde Cassel in staat zijn bank nieuw leven in te blazen om in de daaropvolgende jaren de ernstige financiële crisis te boven te komen.
Gedurende deze crisisjaren, in 1876, betekende het overlijden van zijn zwager Robert Speyer het verlies van een bondgenoot in Londen. Het huwelijk van zijn broer Léon in 1879 met een zus van Léon Janssen, de toekomstige vicegouverneur van de Société générale de Belgique, die al stevig verankerd was in het spoorwegwezen, leverde hem nieuwe allianties op.
In 1880 verleende de Banque Cassel nog steeds haar financiële diensten aan slechts drie bedrijven. Dat jaar nam ze, samen met de Banque de Bruxelles, de Banque de Paris et de Pays-Bas en de Banque Brugmann, deel aan de oprichting van de Société générale des chemins de fer économiques, waarin de Bischoffsheims geïnteresseerd waren en waarvan Léon Janssen bestuurder was. Deze veelbelovende onderneming nam in 1871 de Compagnie générale des tramways d'Anvers over en groeide in 1929 tot Electrobel uit.

## Léon Cassel
Léon Louis baron Cassel (Brussel, 26 december 1853 - aldaar, 12 januari 1930) was een zoon van Germain Cassel en Julie Stern.
De financiële crisis die begon in 1874 wanneer hij zijn meerderjarigheid bereikte en de economische crisis die tot het einde van de 19e eeuw duurde leidden ertoe dat hij minder bij het bankwezen betrokken was. Hij wijdde zich meer aan de schilderkunst. Zijn schilderwerk heeft echter geen bekende sporen nagelaten. In 1879 trouwde hij met Marie Janssen, een zus van Léon Janssen, de toekomstige vicegouverneur van de Société générale de Belgique. Ze kregen een zoon, Jean (zie hieronder). Het huwelijk hield echter geen stand. Ze scheidden in 1896, waarmee ook de familiebanden verbroken werden. Enkele maanden later, in 1897, overleed Julie Stern, de moeder van de gebroeders Cassel. De familiale structuur werd vervolgens ingrijpend veranderd. Omdat zijn broer Jacques kinderloos was, verscheen Léon als nieuwe kracht van de bank. In 1900 voegde hij zich bij zijn broer aan het hoofd van de bank, op dat moment in de vorm van een commanditaire vennootschap, die aan twaalf bedrijven financiële diensten verleende of eraan deelnam. In die tijd droeg de Banque Cassel bij aan de inspanningen van de Belgische haute finance om de overzeese expansie van België te financieren. Zo nam de bank deel in 1900 aan de Banque internationale de Bruxelles, de Banque d'Outremer en de Compagnie internationale d'Orient en in 1909 aan de de Banque du Congo belge. Voor deze laatste zetelde Cassel in de raad van bestuur. In 1929 stapte de bank in Sofina.
Vanwege de actieve rol die de Banque Cassel speelde bij de financiering van de industriële ontwikkeling van België en zijn koloniale expansie verleende de koning op 4 september 1929 aan Léon Cassel de titel van baron, overdraagbaar bij eerstgeboorte. Hij overleed enkele maanden nadien, kort voor zijn broer.

## Jean Cassel
Jean Germain Léon baron Cassel (Brussel, 2 februari 1882 - Englewood, 19 juli 1952) was een zoon van Léon Cassel en Marie Janssen.
Op 48-jarige leeftijd was Jean Cassel de enige erfgenaam van de Banque Cassel. Op dat moment was hij nog steeds vrijgezel. Vanaf dan was zijn voortdurende zorg om een zoon te krijgen aan wie hij de familiebank kon overdragen. Hij trouwde een jaar later, maar zijn vrouw overleed twee jaar later zonder kinderen. Hij hertrouwde in 1934 in Londen met de Nederlandse Mary Doorn. Ze kregen twee dochters.
De economische crisis van de jaren 1930, de Tweede Wereldoorlog en persoonlijke tegenslagen leidden tot het verdwijnen van de bank. Baron Jean Cassel keerde na de oorlog niet terug naar België.